# Линь Цзушэнь
Линь Цзушэнь (кит. 林祖沈; род. 1 марта 1994, Байсэ, Гуанси-Чжуанский автономный район) — китайский борец вольного стиля, участник Олимпийских игр.

## Карьера
В апреле 2021 года на азиатском квалификационном турнире в Алма-Ате завоевал лицензию на Олимпиаду в Токио. В августе 2021 года на Олимпиаде в схватке на стадии 1/8 финала он одолел перуанца Пула Амбросио (11:0), а в 1/4 финала уступил Дипаку Пунии из Индии (3:6) и занял итоговое 7 место.

## Достижения
- Олимпийские игры 2020 — 7;